# Antonio Salieri
Antonio Salieri (Legnago, 18 de agosto de 1750-Viena, 7 de mayo de 1825) fue un compositor italiano de música sacra, clásica y ópera, director de orquesta y profesor de música.
Nació en Legnago, al sur de Verona, en la República de Venecia, y pasó su vida adulta y su carrera como súbdito de la monarquía de los Habsburgo en Viena. Fue una figura fundamental en el desarrollo de la ópera de finales del siglo XVIII. Como alumno de Florian Leopold Gassmann y protegido de Christoph Willibald Gluck, fue un compositor cosmopolita que escribió óperas en tres idiomas. Ayudó a desarrollar y dar forma a muchas de las características del vocabulario compositivo operístico y su música fue una poderosa influencia en los compositores contemporáneos.
Nombrado director de la ópera italiana por la corte de los Habsburgo, cargo que ocupó desde 1774 hasta 1792, dominó la ópera en lengua italiana en Viena. Durante su carrera, también pasó tiempo escribiendo obras para teatros de ópera en París, Roma y Venecia, y sus obras dramáticas se representaron ampliamente en toda Europa durante su vida. Como maestro de capilla imperial austríaco de 1788 a 1824, fue responsable de la música en la capilla de la corte y la escuela adjunta. Incluso cuando sus obras dejaron de ser interpretadas y no escribió nuevas óperas después de 1804, siguió siendo uno de los maestros más importantes y buscados de su generación, y su influencia se sintió en todos los aspectos de la vida musical de Viena. Franz Liszt, Franz Schubert, Ludwig van Beethoven, Anton Eberl, Johann Nepomuk Hummel y Franz Xaver Wolfgang Mozart se encuentran entre los más famosos de sus alumnos. 
La música de Salieri desapareció lentamente del repertorio entre 1800 y 1868 y rara vez se escuchó después de ese período hasta el resurgimiento de su fama a fines del siglo XX. Este renacimiento se debió a la representación ficticia de Salieri en la obra de teatro Amadeus (1979) de Peter Shaffer y su versión cinematográfica homónima de 1984. La muerte de Wolfgang Amadeus Mozart en 1791 a la edad de 35 años fue seguida por rumores de que él y Salieri habían sido rivales acérrimos y que éste había envenenado al compositor más joven. Sin embargo, se ha sugerido que esto es falso y es probable que fueran, al menos, compañeros mutuamente respetuosos.

## Biografía

### Primeros años
Antonio Salieri nació el 18 de agosto de 1750, hijo de Antonio Salieri, que era zapatero de oficio, y su esposa, Anna Maria. Inició sus estudios musicales en su ciudad natal de Legnago; primero fue instruido en casa por su hermano mayor Francesco (antiguo alumno del violinista y compositor Giuseppe Tartini), y recibió lecciones adicionales del organista de la Catedral de Legnago, Giuseppe Simoni, alumno del padre Giovanni Battista Martini. Salieri recordaba poco de su infancia en años posteriores, excepto la pasión por el azúcar, la lectura y la música. En dos ocasiones se escapó de su casa sin permiso para escuchar a su hermano mayor tocar conciertos para violín en las iglesias vecinas durante los días festivos (lo que resultó que perdiera su amada azúcar) y contó que su padre lo reprendió después de no saludar a un sacerdote local con el debido respeto. Respondió a la reprimenda diciendo que el órgano del sacerdote le disgustaba porque tenía un estilo teatral inapropiado. En algún momento entre 1763 y 1764, fallecieron ambos progenitores y un hermano anónimo, por lo que un monje en Padua lo acogió brevemente y luego, por razones desconocidas en 1765 o 1766, se convirtió en pupilo de un noble veneciano llamado Giovanni Mocenigo (se desconoce qué Giovanni), miembro de la poderosa y bien relacionada familia Mocenigo. Es posible que el padre de Salieri y Mocenigo fueran amigos o socios comerciales, pero esto no está claro. Mientras vivía en Venecia, continuó sus estudios musicales con el organista y compositor de ópera Giovanni Battista Pescetti. Luego, tras la repentina muerte de éste, estudió con el cantante de ópera Ferdinando Pacini (o Pasini). Fue a través de Pacini que Salieri llamó la atención del compositor Florian Leopold Gassmann, quien, impresionado con el talento de su protegido y preocupado por el futuro del niño, llevó al joven huérfano a Viena, donde dirigió y pagó personalmente el resto de su educación musical.
Salieri y Gassmann llegaron a Viena el 15 de junio de 1766. El primer acto de Gassmann fue llevar a Salieri a la Iglesia italiana para consagrar su enseñanza y servicio a Dios, evento que dejó una profunda huella en él por el resto de su vida. La educación de Salieri incluyó instrucción en poesía en latín e italiano por el padre Pietro Tommasi, instrucción en lengua alemana y literatura europea. Sus estudios musicales giraron en torno a la composición vocal y el bajo cifrado. Su formación en teoría musical en armonía y contrapunto se basó en el Gradus ad Parnassum de Johann Joseph Fux, que Salieri traducía durante cada lección de latín. Como resultado, continuó viviendo con Gassmann incluso después del matrimonio de éste, un acuerdo que duró hasta el año de la muerte de Gassmann y el propio matrimonio de Salieri en 1774. Pocas de las composiciones de Salieri han sobrevivido de este período temprano. En su vejez, insinuó que estas obras fueron destruidas a propósito o se habían perdido, con la excepción de algunas obras para la iglesia. Entre estas obras sacras sobrevive una Misa en do mayor escrita sin «Gloria» y en el antiguo estilo a capela (presumiblemente para una de las temporadas penitenciales de la iglesia) y fechada el 2 de agosto de 1767. Una ópera completa compuesta en 1769 (presumiblemente como un estudio culminante) La vestal también se ha perdido.
A partir de 1766, Gassmann introdujo a Salieri en las actuaciones diarias de música de cámara que se celebraban durante la cena del emperador José II. Salieri impresionó rápidamente al emperador y Gassmann recibió instrucciones de traer a su alumno tantas veces como quisiera. Este fue el comienzo de una relación entre el monarca y el músico que duró hasta la muerte del emperador en 1790. Salieri conoció a Pietro Antonio Domenico Trapassi, más conocido como Metastasio, y Christoph Willibald Gluck durante este período en los salones de los domingos por la mañana en la casa de la familia Martínez. Metastasio tenía un departamento allí y participaba en las reuniones semanales. Durante los siguientes años, Metastasio le dio a Salieri instrucción informal en prosodia y declamación de poesía italiana, y Gluck se convirtió en un asesor informal, amigo y confidente. Fue hacia el final de este extenso período de estudio que Gassmann fue llamado para una nueva comisión de ópera y un hueco en el programa del teatro permitió a Salieri hacer su debut como compositor de una ópera bufa completamente original. Compuso su primera ópera completa durante la temporada de invierno y carnaval de 1770; Le Donne letterate y se basó en Las mujeres sabias de Molière con libreto de Giovanni Gastone Boccherini, bailarín del ballet de la corte y hermano del compositor Luigi Boccherini. El modesto éxito de esta ópera lanzó la carrera operística de Salieri con 34 años como compositor de más de 35 dramas originales.

### Primera época vienesa y óperas

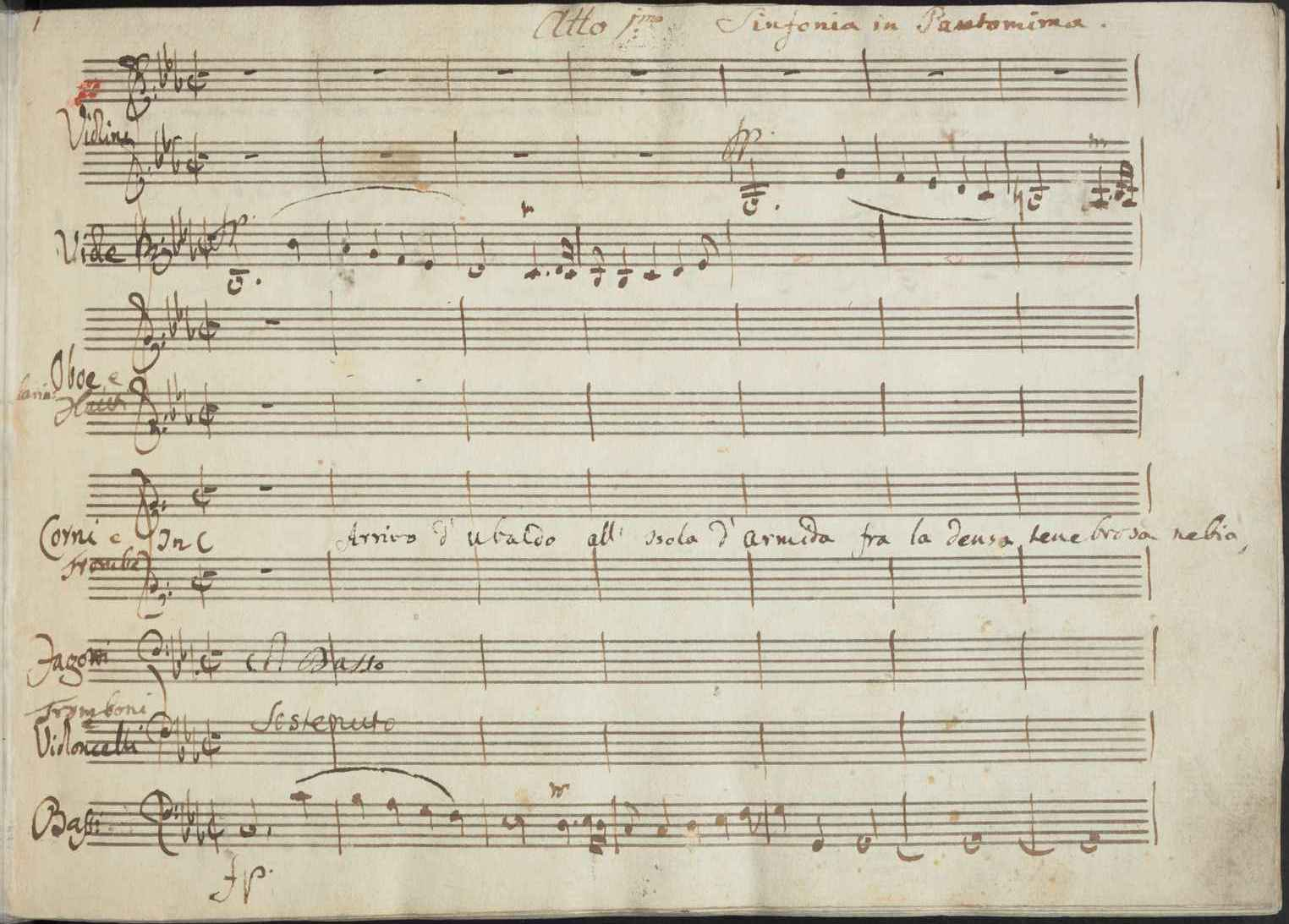
Primera página del manuscrito autógrafo de Armida.

Tras el modesto éxito de Le Donne letterate Salieri recibió nuevos encargos para escribir otras dos óperas en 1770, ambas con libretos de Giovanni Boccherini. La primera, una ópera pastoral, L'amore innocente, era una comedia desenfadada ambientada en las montañas austriacas. La segunda se basaba en un episodio del Quijote de Miguel de Cervantes —Don Chisciotte alle Nozze di Gamace. En estas primeras obras, extraídas en su mayoría de las tradiciones de la ópera bufa de mediados de siglo, Salieri mostró una inclinación por la experimentación y por mezclar las características establecidas de géneros operísticos específicos. Don Chisciotte era una mezcla de ballet y ópera buffa, y los papeles femeninos principales de L'amore innocence estaban diseñados para contrastar y resaltar las diferentes tradiciones de la escritura operística para soprano, incluso tomando prestadas florituras estilísticas de la ópera seria en el uso de la coloratura en lo que era una breve comedia pastoral más acorde con un intermezzo romano. La mezcla y la superación de los límites de los géneros operísticos establecidos fue un sello distintivo constante del estilo personal de Salieri, y en su elección del material para la trama (como en su primera ópera), manifestó un interés de toda la vida por los temas extraídos del drama y la literatura clásicos.
Su primer gran éxito se produjo en el ámbito de la ópera seria. Encargada para una ocasión desconocida, la Armida de Salieri se basaba en el poema épico de Torquato Tasso Jerusalén liberada; se estrenó el 2 de junio de 1771. Armida es una historia de amor y deber en conflicto y está empapada de magia. Está ambientada en la Primera cruzada y presenta una mezcla dramática de ballet, aria, conjunto y escritura coral, combinando teatralidad, esplendor escénico y gran emotividad. La obra seguía claramente los pasos de Gluck y abrazaba su reforma de la ópera seria iniciada con Orfeo y Eurídice y Alceste. El libreto de Armida es obra de Marco Coltellini, poeta de los teatros imperiales. Aunque Salieri siguió los preceptos expuestos por Gluck y su libretista Ranieri di Calzabigi en el prefacio de Alceste, también se inspiró en algunas ideas musicales de la ópera seria más tradicional e incluso de la ópera bufa, creando así una nueva síntesis. Armida se tradujo al alemán y se representó ampliamente, sobre todo en los estados del norte de Alemania, donde contribuyó a consolidar la reputación de Salieri como compositor moderno importante e innovador. También fue la primera ópera que recibió una preparación seria en una reducción pianística y vocal de Carl Friedrich Cramer en 1783.
Armida fue seguida poco después por el primer éxito verdaderamente popular de Salieri, una commedia per musica al estilo de Carlo Goldoni La Fiera di Venezia. Fue escrita para el Carnaval de 1772 y estrenada el 29 de enero. Salieri volvió a colaborar con el joven Giovanni Boccherini, que creó un argumento original. La Fiera presentaba personajes que cantaban en tres idiomas, una bulliciosa representación de la Feria de la Ascensión y el Carnaval de Venecia, y grandes y largos conjuntos y coros. También incluía una escena innovadora que combinaba una serie de bailes en escena con el canto de los protagonistas solistas y del coro. Este modelo fue imitado por compositores posteriores, sobre todo por Wolfgang Amadeus Mozart en Don Giovanni. Salieri también escribió varias arias de bravura para una soprano que interpretaba el papel de un personaje de clase media, en las que combinaba coloratura y solos concertantes de viento-madera, otra innovación para la ópera cómica que fue ampliamente imitada.
Las dos óperas siguientes de Salieri no fueron éxitos particulares ni duraderos. La secchia rapita es una parodia de las arias altisonantes y emotivas de la ópera seria metastasiana. También contiene orquestaciones innovadoras, incluido el primer uso conocido de tres timbales. De nuevo un clásico de la literatura renacentista fue la base del libreto de Boccherini, en este caso, un cómico falso-épico de Tassoni, en el que una guerra entre Módena y Bolonia sigue al robo de un cubo. A esta obra desigual siguió el éxito cómico popular La locandiera, adaptación de la clásica y popular comedia escénica hablada La locandiera de Carlo Goldoni, con libreto preparado por Domenico Poggi.
La mayoría de las modestas obras instrumentales de Salieri datan también de esta época. Diversos críticos y estudiosos han considerado que las obras instrumentales de Salieri carecen de la inspiración y la innovación de sus obras escénicas. Estas obras orquestales son principalmente de estilo galante, y aunque muestran cierto desarrollo hacia el Clasicismo tardío, reflejan una debilidad general en comparación con sus obras operísticas del mismo periodo y posteriores. Estas obras fueron escritas para ocasiones y artistas en su mayoría desconocidos. Incluyen dos conciertos para pianoforte, uno en do mayor y otro en si ♭ mayor (ambos de 1773); un concierto para órgano en do mayor en dos movimientos (el movimiento central falta en la partitura autógrafa, o quizás, era un solo de órgano improvisado) (también de 1773); y dos obras concertantes: un concierto para oboe, violín y violonchelo en re mayor (1770), y un concierto para flauta y oboe en do mayor (1774). Estas obras figuran entre las más grabadas de Salieri.
Tras la muerte de Gassmann el 21 de enero, probablemente debido a complicaciones derivadas de un accidente con un carruaje unos años antes, Salieri le sucedió como subdirector de la ópera italiana a principios de 1774. El 10 de octubre de 1775 Salieri se casó con Therese Helferstorfer, hija de un financiero y funcionario de la tesorería de la corte recientemente fallecido. La música sacra no fue una gran prioridad para el compositor durante esta etapa de su carrera, pero compuso un Aleluya para coro y orquesta en 1774.
Durante los tres años siguientes, se dedicó principalmente a ensayar y dirigir la compañía de ópera italiana de Viena y a la enseñanza. Sus tres óperas completas escritas durante este periodo muestran el desarrollo de sus habilidades compositivas, pero no tuvieron un gran éxito, ni comercial ni artístico. Sus composiciones más importantes durante este periodo fueron una sinfonía en re mayor, estrenada en el verano de 1776, y el oratorio La Passione di Gesù Cristo con texto de Metastasio, estrenado durante el Adviento de 1776.
Tras la quiebra financiera de la compañía de ópera italiana en 1777 debido a una mala gestión financiera, José II decidió poner fin a la representación de ópera italiana, teatro francófono y ballet. En su lugar, los dos teatros propiedad de la corte serían reabiertos bajo una nueva dirección, y subvencionados en parte por la Corte Imperial, como un nuevo Teatro Nacional. Los teatros reabiertos promoverían obras y producciones musicales en alemán que reflejaran los valores, tradiciones y perspectivas austriacos (o, como habría dicho José II) alemanes. La compañía de ópera bufa italiana fue sustituida por una compañía de Singspiel en alemán. José y sus partidarios de la reforma imperial querían fomentar un orgullo panacional que uniera a sus súbditos multilingües y étnicos bajo una lengua común, y esperaban ahorrar una considerable cantidad de dinero en el proceso. A partir de 1778, el Emperador deseaba que las nuevas obras, en alemán, fueran compuestas por sus súbditos y llevadas a escena con un claro apoyo imperial. De este modo, el papel de Salieri como compositor asistente de la corte se vio muy reducido. Además, el compositor nunca había llegado a dominar la lengua alemana, por lo que ya no se sentía competente para continuar como asistente del director de ópera. Otro golpe para su carrera fue la equiparación del drama hablado y el Singspiel musical. Para el joven compositor, habría pocos encargos de composición nuevos, si es que alguno, que recibir de la corte. Salieri se quedó con pocas opciones económicas y empezó a buscar nuevas oportunidades.

### Gira italiana
En 1778, Gluck rechazó una oferta para componer la ópera inaugural de La Scala de Milán. Por sugerencia de José II y con la aprobación de Gluck, se le ofreció a Salieri el encargo, que aceptó agradecido. José II concedió a Salieri una excedencia de un año (posteriormente prorrogada) que le permitió escribir para La Scala y emprender una gira por Italia. La gira italiana de Salieri de 1778 a 1780 comenzó con la producción de L'Europa riconosciuta, encargada por la emperatriz María Teresa de Austria y que fue ejecutada en la inauguración, el 3 de agosto de 1778, para el Nuovo Regio Ducal Teatro de Milán (actual La Scala) —reestrenada en 7 de diciembre de 2004 con motivo de la reapertura del mismo teatro de ópera tras una profunda renovación. Desde Milán, Salieri hizo escala en Venecia y Roma antes de regresar a Milán. Durante esta gira, escribió tres nuevas óperas cómicas y colaboró con Giacomo Rust en una ópera, Il talismano. De sus obras italianas, La escuela de los celosos, un ingenioso estudio de la intriga amorosa y la emoción, resultó un éxito internacional popular y duradero.

### Los últimos años
A los sesenta y tres años de edad, Salieri alternaba sus clases con un puesto en la Orquesta de Viena. Allí, el 8 de diciembre de 1813, en un concierto de caridad para los soldados heridos en la batalla de Hanau, junto a Hummel, Meyerbeer, Louis Spohr, Ignaz Moscheles, Domenico Dragonetti y Andreas Romberg, forma parte de un gran grupo de músicos de la orquesta dirigida por un antiguo discípulo suyo, Ludwig van Beethoven. El maratónico repertorio comprendía los estrenos de varias obras del propio Beethoven, entre ellas la Séptima Sinfonía y La victoria de Wellington. 
En sus últimos años de vida, Salieri vio cómo su salud empeoraba repentinamente y de modo irreversible. Quedó ciego y pasó los últimos años de su vida internado en un hospital.
Salieri está enterrado en el cementerio central (Zentralfriedhof) de Viena. La leyenda atribuye a Schubert, su alumno predilecto, la dirección del Requiem que el propio Salieri había escrito tiempo atrás para su propia muerte. Sin embargo, es altamente improbable que el austriaco tomara la batuta en aquella ocasión.

## Obra
Salieri compuso treinta y nueve obras para el teatro. A finales de 2015, el musicólogo alemán Timo Jouko Herrmann descubrió la célebre, por considerada leyenda, cantata Per la ricuperata salute di Ofelia. Compuesta en 1789 para la soprano Nancy Storace, sería la única obra escrita conjuntamente por Wolfgang Amadeus Mozart y Salieri, sobre texto del común letrista de óperas Lorenzo Da Ponte.
Entre sus composiciones instrumentales destacan dos conciertos para pianoforte y un concierto para órgano escritos en 1773; dos sinfonías, La veneziana (con partes utilizadas en las oberturas de dos óperas) e Il Giorno Onomastico, ambas escritas durante su juventud en Venecia; un concierto para flauta, oboe y orquesta en 1774; un triple concierto para violín, oboe y violonchelo; un conjunto de veintiséis variaciones sobre La Follia di Spagna (1815), con violín y arpa solistas, escrito como ejemplos de instrumentación; y diversas serenatas entre las cuales es de suma relevancia nombrar Armonia per un tempio Della notte.

## Relación con Mozart
Existe en el colectivo intelectual la creencia de que Salieri y Mozart fueran adversarios enconados en sus respectivas esferas de la corte y que Salieri albergara pasajes de envidia y admiración ante la genialidad de Mozart al cual consideraba inicialmente un advenedizo que no se sometía ante la fama de Salieri en la corte imperial Austriaca. Si bien es cierto que existen algunas evidencias al respecto; también hay hechos que parecen indicar una velada y complicada relación de cooperación mutua, admiración y odio alternados a través del tiempo que no pasó a mayor grado gracias a que ambos no quisieron arriesgarse a perder la ansiada protección brindada por el equitativo emperador  José II.

Ocurrió en los años alrededor de 1790 que Mozart, entonces en la cima de la fama, acusara a Salieri, cuya popularidad decaía, de plagio y de querer atentar contra su vida. Según el historiador Alexander Wheelock Thayer, las sospechas de Mozart podrían tener origen en un episodio ocurrido diez años antes, cuando Mozart vio cómo Salieri le quitaba el puesto de profesor de música de la princesa de Wurtemberg. 
Cuando la ópera de Mozart Las bodas de Fígaro tuvo en principio un juicio negativo tanto del público como del propio emperador, el compositor acusó a Salieri del fracaso y de haber boicoteado el estreno («Salieri y sus acólitos moverían cielo y tierra con tal de hacerlo caer», comentará el padre de Mozart, Leopold, refiriéndose al primer fracaso de su hijo, fracaso solo temporal, como demostrará más adelante el éxito de esta ópera). Pero en aquella época Salieri estaba ocupado en Francia con la representación de su ópera Les Horaces, por lo que es improbable que realmente haya tenido la posibilidad de decidir a esa distancia el éxito o el fracaso de una ópera.
Mucho más probable (y siempre siguiendo a Thayer), quien debió de instigar a Mozart contra Salieri podría haber sido el poeta Giovanni Battista Casti, rival del poeta de la corte Lorenzo da Ponte, autor del libreto de Figaro. Una confirmación indirecta de hasta qué punto esta disputa entre Mozart y Salieri pudo haber sido algo artificialmente montado está en el hecho de que, cuando en 1788 este es nombrado Kapellmeister, en lugar de proponer para la ocasión una de sus óperas prefirió reeditar Las bodas de Fígaro.
Para el estreno de la Flauta mágica, fue el mismo Mozart que pasó a buscar en su carruaje a Salieri junto con la condesa Cavalieri para facilitar un mejor puesto en el auditorio, Salieri después de terminada la obra, fuertemente impresionado se deshizo en alabanzas a Mozart. 
Muchos artistas y escritores se ocuparon de esta dualidad entre Mozart y Salieri. En el terreno musical y dramático hay que citar al compositor Nikolái Rimski-Kórsakov, que escribió en 1898 una ópera (Mozart y Salieri), el dramaturgo Peter Shaffer, que sobre este tema escribió en 1979 la obra de teatro Amadeus, y sobre todo el director Milos Forman con la película del mismo nombre de 1984, basada en la obra de Shaffer, ganadora del premio Óscar y reeditada posteriormente en DVD con la inserción de fragmentos no incluidos en su estreno en cine.